# Wittgenborn
Wittgenborn ist heute neben Waldensberg und Leisenwald einer der drei Ortsteile der Stadt Wächtersbach, im hessischen Main-Kinzig-Kreises, die am Rande der Hochebene der Spielberger Platte liegen. Hinzu kommen die Talgemeinden Aufenau, Hesseldorf, Neudorf und Weilers.

## Geographie

### Geografische Lage
Das Dorf liegt zwischen Spessart und Vogelsberg am Büdinger Wald 3,8 km nordwestlich von Wächtersbach, gemeinsam mit Waldensberg und Leisenwald auf der Spielberger Platte. Durch den Ort verläuft die Landesstraße 3194. Von Wächtersbach kommend führt sie weiter in Richtung Waldensberg und Leisenwald. In Ortsmitte geht von ihr die Landesstraße 3314 ab, die nach Spielberg und Streitberg führt.

### Nachbargemeinden
| Waldensberg | Streitberg                                  | Brachttal    |
|             | Kompassrose, die auf Nachbargemeinden zeigt | Weilers      |
| Breitenborn | Wirtheim                                    | Wächtersbach |

## Geschichte

### Ortsname
Mehrere Herkunftstheorien gibt es zum Namen Wittgenborn. Unstrittig weist der zweite Namensbestandteil Born auf eine Quelle hin, eine unverzichtbare Voraussetzung für jegliche Siedlung. Der erste Teil des Namens dagegen, könnte entweder auf einen Sippennamen oder auf vitu, die althochdeutsche Bezeichnung für Wald oder Gehölz zurückzuführen sein. Fakt aber ist, dass es im Ort zu Beginn der Aufzeichnungen zwei Familiennamen gab: Westerwalt und Witgenstein, die beide auf den Westerwald bzw. auf die Grafen von Sayn-Wittgenstein, die im „Kannenbäckerland …. begütert waren“ hinweisen. Im Kannenbäckerland ist eine kontinuierliche Herstellung von Töpferwaren schon ab 1402 belegt. Gesichert ist auch, dass Graf Diether von Isenburg (1412–1482) mit den im Westerwald begüterten Grafen von Sayn-Wittgenstein verschwägert war. So könnten aus dem Westerwald angeworbene Töpfer im Isenburger Land namensgebend für Wittgenborn geworden sein.

### Mittelalter
Wahrscheinlich ist die Entstehung von Wittgenborn „… zwischen dem 12. Und dem 14. Jahrhundert anzusetzen, falls es nicht erst im 14. Jahrhundert aus Einzelsiedlungen von sogenannten Waldleuten gebildet worden ist“. Die ersten bekannten Erwähnungen von Wittgenborn stammen aus den Jahren 1470 und 1479. Der Ort zählte zur damaligen Zeit fünf Haushalte. Die kleine Siedlung lag an der Gelnhäuser Straße, einer alten Handelsstraße, die von Gelnhausen über die Vier Fichten weiter zur Reffenstraße Richtung Leisenwald führte.

### Neuzeit
Vom Mittelalter bis ins 19. Jahrhundert hatte der Ort Waldrechte (Holz- und Huterechte) im Büdinger Wald. Die Kirche wurde im 18. Jahrhundert erbaut.
Von 1821 bis 1829 gehörte der Ort zum kurhessischen Kreis Salmünster, von 1830 bis 1866 zum kurhessischen und von 1867 bis 1945 zum preußischen Kreis Gelnhausen, nach 1945 hieß der Kreis Landkreis Gelnhausen. 1939 hatte der Ort 677 Einwohner.

#### Die Töpferei in Wittgenborn

##### Beginn
Schon von der Gründung des Ortes an war Wittgenborn mit dem Töpferhandwerk verbunden. Eine alte Quelle aus dem Jahr 1516 weist darauf hin, dass aus Anlass des Patronatsfestes des Heiligen Gangolf in Hitzkirchen, zu dem Wittgenborn damals gehörte, „die Euler aus Wittgenborn ihre irdenen Gefäße und Kacheln verkauften“. Die Voraussetzungen, wie der nördlich der Kinzig lagernde Töpferton und die waldreiche Umgebung, waren günstig.

##### Die Entwicklung
1765 erließ Graf Ferdinand Casimir I. von Ysenburg-Wächtersbach eine neue Zunftordnung. Sie enthielt eine detaillierte Regelung der Gestaltung von Meisterstücken, insbesondere aber auch eine Beschränkung der Zahl der Brände pro Jahr und die Festlegung auf einen Lehrling pro Meister usw. Alle diese Maßnahmen dienten letztlich der Einschränkung des Holzeinschlages in den gräflichen Wäldern. Im Durchschnitt machten die Töpfer etwa 5 Brände pro Jahr, aber auch 8 waren möglich. Für sie musste Brenngeld bezahlt werden. Gleichzeitig mussten beim Brand auch Ziegel für die Herrschaft mit eingestellt werden. Nur einzelne privilegierte Töpfer besaßen eigene Öfen. Die übrigen Eulner nutzten Brennöfen im Gemeindebesitz; der letzte dieser Öfen wurde 1954 abgerissen.
Noch bis ins Jahr 1820 wurde in jedem zweiten Haus getöpfert und 45 von 460 Einwohnern des Ortes waren Töpfer. Es galt der Spruch: „Die Wittgebörner sei alle Dippemächer nur die Burgermäster is en Häfner“. In dieser Zeit „ist Wittgenborn der Ort in Hessen mit den meisten Töpfern“. Dabei war der Lohn in diesem Handwerk alles andere als attraktiv und nur mit dem des Tagelöhners vergleichbar. Dennoch gaben mangels Alternativen nur Wenige den Beruf des Töpfers auf.
Die Situation der Töpfer und der Bevölkerung insgesamt änderte sich erst Ende des 19. und Anfang des 20. Jahrhunderts mit der Entwicklung der Waechtersbacher Steingutindustrie ab 1832. Es begann mit der Verpflichtung der Töpfer zum Anlegen der Tongruben für das junge Unternehmen. Als dann „das Steingut auf den Markt kam, ging es langsam aber stetig mit dem irdenen Geschirr bergab“. Es endete damit, dass die Töpfer, nach Aufgabe ihrer eigenen Fertigung, vielfach zu Fabrikarbeitern in der Schlierbacher Keramik wurden. Dies führte durchaus auch zu einer Verbesserung ihrer wirtschaftlichen Situation. Immerhin wurde die Keramikfabrik zum wichtigsten Arbeitgeber für Wittgenborn. Der nochmalige Aufschwung der Töpferei nach dem Zweiten Weltkrieg war nur noch von kurzer Dauer. „Im August 1986 stellte die letzte Töpferei die Produktion von Blumentöpfen in Wittgenborn ein. Damit endet eine mehr als 500-jährige Tradition“. Das Töpfermuseum im ehemaligen Backhaus in Ortsmitte, mit vielen historischen Sammelobjekten, lässt nochmals die Erinnerung an ein verloren gegangenes wertvolles Kulturgut wach werden.

##### Die Ware und ihre Verbreitung
Die Töpferwaren aus Wittgenborn waren überwiegend einfache, irdene Kochgeschirre und Krüge oder Henkelgefäße. Es gab aber auch reich verzierte, offene - und Deckelkrüge, Sauermilchtöpfe, Backschüsseln, Essensträger, Kaffeekannen, Puppengeschirr usw. Die Gefäße waren teilweise mit weltlichen oder religiösen Sprüchen verziert, und damit auch Träger einfacher Volkspoesie. Wittgenborner Töpferwaren fanden zunächst im nahen Umfeld, d. h. im Vogelsberg und der Wetterau, Verbreitung. Bezeugt sind die Waren aber auch, zu verschiedenen Zeiten, auf den Märkten in Bad Orb, Gelnhausen und Büdingen, aber auch in Hanau, Flieden, Frankfurt, Bad Nauheim und Gießen. Noch Anfang des 20. Jahrhunderts zogen fliegende Händler mit ihren Fuhrwerken durch die Dörfer und boten ihre Ware an.

##### Bräuche und Erinnerungen des Töpferdorfes
Lange hat sich in Wittgenborn der Brauch des Dippewerfen erhalten. Am Aschermittwoch zogen die Kinder mit Wagen, voll fehlerhafter Dippen (Töpfen), bettelnd von Haus zu Haus durch den Ort. Wer ihren Bitten nicht nachkam, bekam eine Ladung Scherben vor die Haustür geworfen.
An die Töpfertradition des Dorfes erinnert heute noch das Straßenschild Eulenofenrain.

### Braunkohleförderung in Wittgenborn

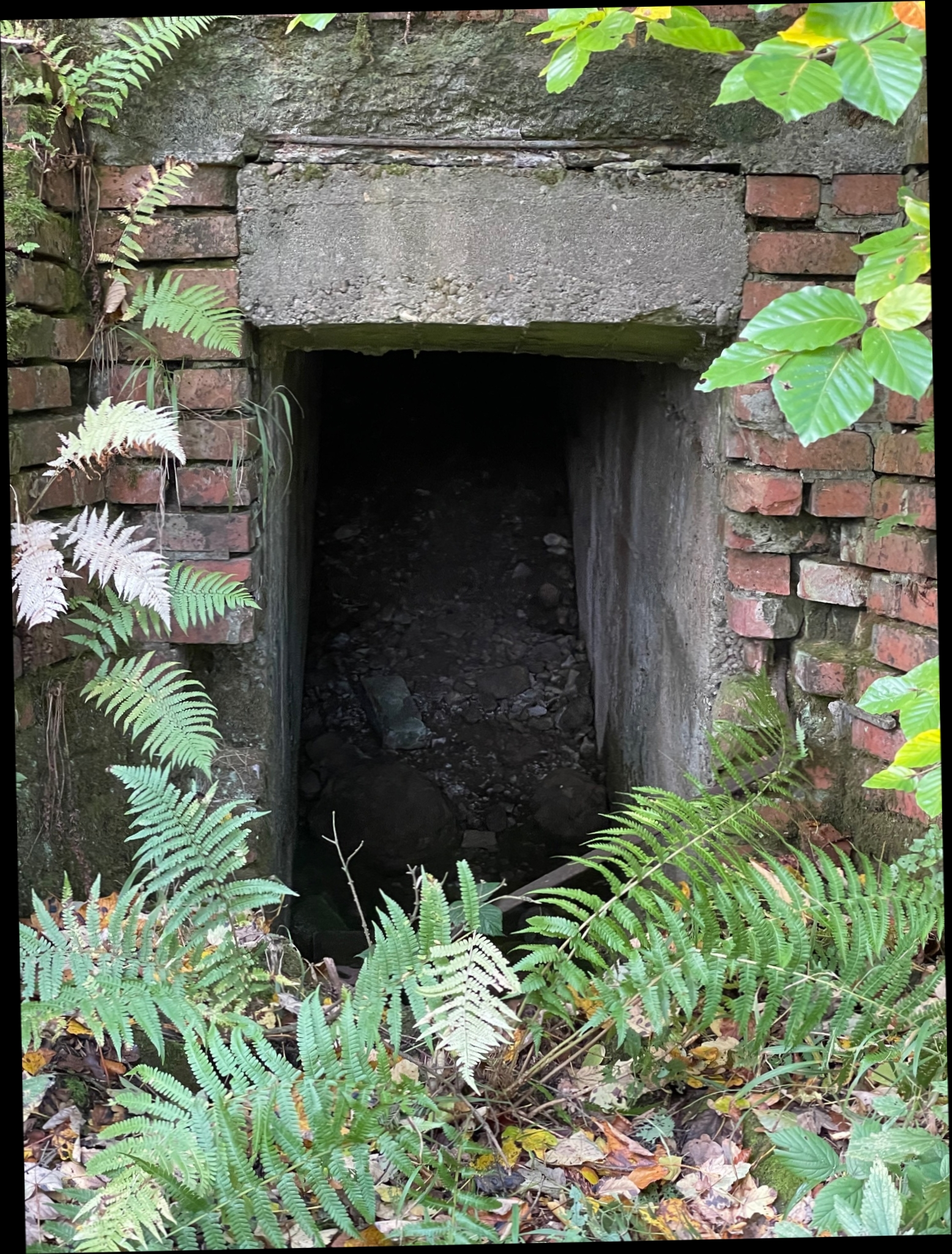
Wittgenborn – Eingang zur ehemaligen Grube Winterfreude

Ab 1904 wurde, unter der Leitung von Wilhelm Wagner, eine Untersuchung der Braunkohlevorkommen bei Wittgenborn durchgeführt. Vorausgegangen war bereits über 30 Jahre hinweg, ein Braunkohleabbau in nahen Rinderbügen, in den Jahren 1875 bis 1905, durch die Firma Buderus. Der positive Befund der Förderhöffigkeit führte zu Aufschlussarbeiten des Bergwerks „Winterfreude“, nahe am Ortsrand von Wittgenborn. Die Kohle wurde mit Loren aus dem Berg gefördert. Eine gut drei Kilometer lange Seilbahn, die so genannte „Eselsbahn“, diente dem Abtransport des Fördergutes. Die Endstation der Seilbahn lag an der Wächtersbach-Birsteiner Kleinbahn nahe am Bahnhof Wächtersbach.
Mit Fertigstellung der Be- und Entladestationen begann Mitte 1909 eine erste Periode des Bergbaubetriebes in Wittgenborn. Die Fördermenge betrug zunächst etwa 100 t pro Tag. Wegen der minderen Qualität, gegenüber der gewohnten Steinkohle, fand die Braunkohle zunächst nur schleppenden Absatz. Dies änderte sich noch im Laufe des Ersten Weltkrieges. Danach, 1919 auf 1920, wurde sogar mit dem nahen Kohlefeld „Maria“ ein weiterer Stollen aufgefahren. Dem aufblühenden Absatz nach 1920 entsprechend wurde die Produktion auf bis zu 325 t pro Tag hochgefahren. In dieser Zeit fanden in der Zeche „Winterfreude“ 80 bis 100 Personen Beschäftigung, darunter viele Wittgenborner. Wegen der starken Ausbeutung musste „die Förderstrecke immer tiefer in den Berg getrieben werden, wodurch sich der Deckendruck stark erhöhte“. Stolleneinbrüche, auch mit Todesfällen, waren die Folge.
Durch das Ende der Besetzung des Ruhrgebietes 1925 und die Erholung des Steinkohlemarktes nach dem Verlust der Gruben in Ostoberschlesien 1922, war die in Wittgenborn geförderte Braunkohle endgültig nicht mehr konkurrenzfähig gegenüber der wieder verfügbaren Steinkohle. Die weitgehend ausgebeutete Grube „Winterfreude“, aber auch „Maria“ wurden 1926 geschlossen, die verwertbaren Anlagenteile abgebaut und verkauft.
Im März 1945 wurde nochmals, als kriegsbedingte Maßnahme, der Betrieb in der Grube „Maria“ mit amerikanischer Genehmigung aufgenommen. Zunächst war es nur eine Minimalbelegschaft von 8 Leuten, erneut unter dem Betriebsleiter Wilhelm Wagner, die 80 t Kohle/Monat förderten. Mit der notdürftigen Wiedererrichtung einer Infrastruktur und Erhöhung der Belegschaft auf 20 Leute konnte die Förderung auf bis zu 800 t/Monat gesteigert werden. Die Kohle fand nur eine geringe Verbreitung, hauptsächlich für den Hausbrand, in der nahen Umgebung. Zeitweise musste wegen schleppenden Absatzes „auf Halde gearbeitet“ und mussten Feiertagsschichten eingelegt werden. Die Währungsreform von 1948 brachte dann das Ende für die vergleichsweise überteuerte und eher minderwertigen Braunkohle: „Zum 31. Mai 1949 musste die Förderung ganz stillgelegt werden“. Spuren der einstigen Tätigkeit in der Grube Winterfreude sind heute noch das verschlossene Mundloch des Stollens und die Abraumhalden in Form vieler kleiner Hügel in seiner nahen Umgebung (Koordinaten: 50°16′36″ N; 9°15′50″ O, 360 m NHN).
Eine erneute Nachfrage nach Braunkohle infolge der Koreakrise führte am 20. November 1950 zur Wiederaufnahme der Förderung in der Grube „Maria“, mit 16 Leuten. Die vorhersehbare Erschöpfung des Feldes löste den Aufschluss zweier weiterer Felder nahe Waldensberg aus. Dort begann im Oktober 1951 die Kohleförderung auf dem Grubenfeld „Ida-Elisabeth“. Die Grube „Maria“ schloss endgültig am 31. März 1953, der Stolleneingang wurde eingeebnet. „Im März 1955 erlagen die Grube „Ida-Elisabeth“ bei Waldensberg dem gleichen Schicksal“. Der letzte Betriebsleiter, der Oberschlesier Georg Ochmann, hatte bereits 1947 die Leitung von Wilhelm Wagner übernommen.

### Technisches Denkmal – Das Bornrad
Die Lage von Wittgenborn auf einem Hochplateau mit dem in einem Tiefpunkt gelegenen Born machte die Wasserversorgung im Ort schwierig. Ende des 19. Jahrhunderts begann daher die Planung einer mit Windkraft betriebenen Wasser-Hebeeinrichtung. Zunächst wurden um 1900 die „am Born“ vorhandenen sieben Quellen gefasst und in einen 40 m³ fassenden Tiefbehälter geleitet sowie ein Ortsnetz aufgebaut. 1902 wurde dann das „Bornrad“, wie es hieß, in Betrieb genommen, das das Wasser zum Hochbehälter pumpte. Mit 25 m Höhe und 18 großen Schaufeln ragte es weit über die Bebauung hinaus und wurde rasch zum beliebten Wahrzeichen des Ortes. Es entsprach den zu dieser Zeit in Norddeutschland häufig eingesetzten Modellen. 1925 rüstete man die Anlage technisch mit einem Elektromotor nach, um auch in Zeiten mit Windflaute Brunnenwasser pumpen zu können.
1955 verlor das Bornrad, im Zuge der Erneuerung der Wasserversorgung seine Funktion und verfiel rasch. Aus dieser Zeit blieb das Schlagen des Gestänges und das Quietschen der nicht mehr gewarteten Anlage und des nicht geölten Rades bei Wind in Erinnerung. 1968 wurde das Bornrad, wegen Baufälligkeit abgerissen.
Schon bald entstand bei der Bevölkerung das Bewusstsein des Verlustes eines den Ort charakterisierenden Symbols und es wuchs der Wunsch nach einem Ersatz. „Mit Hilfe des Landes Hessen und der Stadt Wächtersbach wurde 2007 … im Rahmen des Dorferneuerungsprogramms“ ein Modell des ehemaligen Bornrades errichtet. Das immerhin noch 15 m hohe Windrad mit 18 Schaufeln, dieses Mal aus spanischer Produktion, aber am originalen Standort errichtet, pumpt wie ehedem Quellwasser, aber nur noch „im Kreise“, eben ein schönes Symbol. Als solches hat es im Ort Kultstatus erreicht und findet sich als Geschäftslogo, bei Vereinen, an Hausfassaden und in Gärten, bei der Feuerwehr, im Gemeinschaftshaus, auf Wandtellern und als Willkommensgruß am Ortseingang.

### Hessische Gebietsreform
Im Zuge der Gebietsreform in Hessen wurde die bis dahin selbständige Gemeinde Wittgenborn am 31. Dezember 1970 zusammen mit Hesseldorf, Neudorf und Weilers auf freiwilliger Basis in die Stadt Wächtersbach eingemeindet. Für alle Stadtteile wurde je ein Ortsbezirk mit Ortsbeirat und Ortsvorsteher nach der Hessischen Gemeindeordnung eingerichtet. Die Grenzen der Ortsbezirke folgen den seitherigen Gemarkungsgrenzen.

## Bevölkerung

### Einwohnerentwicklung
- 1529: 28 Häuser[1]

| Wittgenborn: Einwohnerzahlen von 1834 bis 2021 | Wittgenborn: Einwohnerzahlen von 1834 bis 2021 | Wittgenborn: Einwohnerzahlen von 1834 bis 2021 | Wittgenborn: Einwohnerzahlen von 1834 bis 2021 | Wittgenborn: Einwohnerzahlen von 1834 bis 2021 |
| --- | ---------------------------------------------- | ---------------------------------------------- | ---------------------------------------------- | ---------------------------------------------- |
| Jahr |                                                |                                                |                                                | Einwohner                                      |
| 1834 | 1834                                           |                                                | 628                                            | 628                                            |
| 1840 | 1840                                           |                                                | 692                                            | 692                                            |
| 1846 | 1846                                           |                                                | 712                                            | 712                                            |
| 1852 | 1852                                           |                                                | 695                                            | 695                                            |
| 1858 | 1858                                           |                                                | 702                                            | 702                                            |
| 1864 | 1864                                           |                                                | 690                                            | 690                                            |
| 1871 | 1871                                           |                                                | 685                                            | 685                                            |
| 1875 | 1875                                           |                                                | 680                                            | 680                                            |
| 1885 | 1885                                           |                                                | 650                                            | 650                                            |
| 1895 | 1895                                           |                                                | 658                                            | 658                                            |
| 1905 | 1905                                           |                                                | 676                                            | 676                                            |
| 1910 | 1910                                           |                                                | 687                                            | 687                                            |
| 1925 | 1925                                           |                                                | 712                                            | 712                                            |
| 1939 | 1939                                           |                                                | 677                                            | 677                                            |
| 1946 | 1946                                           |                                                | 900                                            | 900                                            |
| 1950 | 1950                                           |                                                | 955                                            | 955                                            |
| 1956 | 1956                                           |                                                | 879                                            | 879                                            |
| 1961 | 1961                                           |                                                | 906                                            | 906                                            |
| 1967 | 1967                                           |                                                | 978                                            | 978                                            |
| 1970 | 1970                                           |                                                | 978                                            | 978                                            |
| 1980 | 1980                                           |                                                | ?                                              | ?                                              |
| 1990 | 1990                                           |                                                | ?                                              | ?                                              |
| 2000 | 2000                                           |                                                | ?                                              | ?                                              |
| 2011 | 2011                                           |                                                | 1.026                                          | 1.026                                          |
| 2021 | 2021                                           |                                                | 1.163                                          | 1.163                                          |
| Datenquelle: Historisches Gemeindeverzeichnis für Hessen: Die Bevölkerung der Gemeinden 1834 bis 1967. Wiesbaden: Hessisches Statistisches Landesamt, 1968. Weitere Quellen: ; Zensus 2011; Stadt Wächtersbach |                                                |                                                |                                                |                                                |

### Historische Religionszugehörigkeit
| • 1885: | 650 evangelische (= 100 %) Einwohner                                |
| • 1961: | 771 evangelische (= 85,10 %), 120 katholische (= 13,25 %) Einwohner |

## Politik
Für Wittgenborn besteht ein Ortsbezirk nach der Hessischen Gemeindeordnung.
Der Ortsbeirat besteht aus sieben Mitgliedern (6 SPD, 1 Die Linke). Der derzeitige Ortsvorsteher ist Gerhard Werthmann, sein Stellvertreter ist Holger Kauer.

## Wirtschaft und Infrastruktur

### Verkehrsanbindung

#### Straße
Der Ort ist über Wächtersbach an die in den Vogelsberg und den Spessart führende Bundesstraße 276. Bei Wächtersbach besteht mit der Anschlussstelle Bad Orb/Wächtersbach (AS 45) auch eine Anknüpfung an die Autobahn 66 nach Frankfurt und Fulda.

#### Bahn
Der nächste barrierefreie Bahnhof ist der Bahnhof Wächtersbach an der Kinzigtalbahn Fulda-Hanau. Die hier verkehrende Regionalbahn Wächtersbach–Frankfurt verkehrt im Stundentakt.

#### Radwege
Wittgenborn hat im nahen Kinzigtal Anschluss an den Hessischen Radfernweg R3, dem Rhein-Main-Kinzig-Radweg, der quer durch Hessen, von Rüdesheim über Eltville (mit 2 Varianten), weiter über Frankfurt und Gelnhausen nach Fulda führt.

#### Nahverkehr
Mit der Buslinie – MKK-73, Wächtersbach – Spielberger Platte ist die Region mit den Gemeinden in Kinzig- und Brachttal verbunden.

### Dorfgemeinschaftshaus
Wittgenborn verfügt über ein Dorfgemeinschaftshaus. Neben der kommunalen Nutzung kann die Einrichtungen auch für private Veranstaltungen aller Art, Familienfeiern, Präsentationen, Seminare und Ähnliches gebucht werden.

### Freiwillige Feuerwehr
Die Freiwillige Feuerwehr Wittgenborn hat im Ort einen eigenen Stützpunkt. „Mehrmalig im Jahr finden auch gemeinsame Übungen mit den Feuerwehren Wächtersbach, Aufenau, Waldensberg und Leisenwald statt“. Die Einsatzabteilung besteht aktuell (2020) aus 25 aktiven Kameraden bzw. Kameradinnen.

### Hausarztpraxis und Notarzt
Seit Januar 2022 ist in Wittgenborn auch eine Praxis für Allgemeinmedizin ansässig. Damit sind auch die beiden anderen, auf der Spielberger Platte liegenden Ortsteile Waldensberg und Leisenwald medizinisch mitversorgt.

## Kultur und Sehenswürdigkeiten

### Bildung

#### Kindertagesstätte
Im Dezember 2021 hat die Kita „Schatzinsel“ ein neues Domizil im Ort bezogen. Die Kita umfasst fünf Gruppen mit 62 Kindern und hat eine Kapazität von 99 Kindern. Mit seiner großzügigen räumlichen und modernen Ausstattung ist die Kita in jeder Hinsicht zukunftsfähig.

#### Schulen
Bis 1978 gab es in Wittgenborn eine Grundschule. Die 1961 erfolgte Einrichtung einer großen Schule in Schlierbach und in den Folgejahren deren Ausbau zu einer überörtlichen, zentralen Grundschule, bot Raum und Ersatz für die Einklassenschulen der Wächtersbacher Ortsteile auf der Spielberger Platte: zunächst Waldensberg und Leisenwald, dann auch Wittgenborn.
Die kooperative Gesamtschule, die Friedrich-August-Genth-Schule im Schulzentrum Wächtersbach Innenstadt ist die weiterführende Schule für alle Teile der Stadt. Wittgenborn ist, wie alle anderen Ortsteile, mit Buslinien an das Schulzentrum der Innenstadt angebunden. Für den gymnasialen Abschluss steht das Grimmelshausen-Gymnasium Gelnhausen zur Verfügung.

### Die Kirche, der Siebenjährige Krieg und Auswanderungen
Schon vor dem Dreißigjährigen Krieg (1618–1648) gab es eine erste, 1596 beurkundete, fast fertig gebaute Kirche in Wittgenborn. Sie wurde wohl im Krieg zerstört, aber danach gleich wieder aufgebaut. So konnten die Waldenser, nach ihrer Ansiedlung 1699 in Waldensberg, „die Wittgenborner Kirche zeitweilig für ihre Gottesdienste nutzen“. Im 18. Jahrhundert erfolgte, unter Graf Ferdinand Maximilian II. von Ysenburg, ab dem Jahr 1741 ein Kirchenneubau. Er wurde 1777 unter Graf Ferdinand Casimir von Ysenburg vollendet. Der Siebenjährige Krieg (1756–1763) und seine Folgen erklären die lange Bauzeit des Gotteshauses.
In dieser Zeit erfolgte auch, aus der Not heraus, die Auswanderung von 28 Wittgenborner Familien nach Russland. Sie folgten einer Einladung von Zarin Katharina der Großen. Bereits kurz zuvor, 1743 wanderte ein Lorentz Protzmann von Wittgenborn nach Amerika aus. „Er scheint sich der Herrnhuter Brüdergemeinde angeschlossen zu haben, die zu dieser Zeit auf dem Herrnhaag ansässig war“.

### Einrichtungen, Veranstaltungen, Sehenswürdigkeiten
- Im Ort gibt es ein Töpfermuseum.
- Der MSC Wittgenborn betreibt eine Kartbahn, den Vogelsbergring.
- Die Gruben, in denen früher der Töpferton abgebaut wurde, dienen heute als Angel- und Fischteiche.
- Der Hindernislauf Strong Viking findet jährlich 2 mal in Wittgenborn statt[34].
- In Ortsnähe liegt die Hungerpyramide, ein Kulturzeugnis des 19. Jahrhunderts.

### Vereine
- Angler-Club-Westend e. V.
- Angelfreunde Erdekaute Wittgenborn e. V., von 1963. Er nutzt die zwei, am Ort der ehemaligen Tongruben entstandenen, bis zu vier Meter tiefen Weiher[35].
- Kulturgemeinschaft Wittgenborn e. V.
- Motor-Sport-Club Wittgenborn e. V. – Er wurde 1958 gegründet und richtete über Jahre hinweg Kart-Rennen auf einem 350 m langen Straßendreieck Rund um den Eulenofen aus. Seit 1998 verfügt der Verein mit dem Vogelsbergring über eine 1035 m lange, renommierte Rennstrecke[10].
- Sportschützen-Club Wittgenborn e. V.
- Landfrauenverein Wittgenborn, gegründet 1956, mit 50 Mitgliedern (Stand 2024)[36]

### Freizeit und Tourismus

#### Dorfweiher
Auf eine lange Geschichte, bis zum Jahr 1619 verweist der mitten im Ort liegende Dorfweiher, auch Eckertswiesenweiher genannt. Graf Wolfgang Ernst von Isenburg ließ damals in einer Senke, die mehrere Quellen aufwies, von Spezialisten, sogenannten „Seegräbern“, einen Damm aufschütten und abdichten. So entstand ein Gewässer, das zunächst der gräflichen, später noch bis 1953 der fürstlichen Fischzucht diente. 1972 nach der Übernahme durch die Stadt Wächtersbach wurde er in gleicher Funktion an Angelvereine verpachtet. Natürlich wurde er immer schon auch als Badeweiher genutzt.
Es folgten Sanierungsarbeiten in 2000 und in den Jahren von 2007 bis 2008, im Zuge der Dorferneuerung Wittgenborn, die gezielte Umwandlung in ein Naherholungsgebiet. Heute beinhaltet die Anlage einen Naturlehrpfad, als Rundweg mit vielen Informationstafeln ausgestattet, und auch einen Kinderspielplatz. Zentral am Dorfweiher sind aber: Baden im Sommer und wenn im Winter das Eis eine ausreichende Stärke erreicht, der Schlittschuhlauf.

#### Wandern
Zwei Kulturwanderwege sind für Freizeitaktivitäten in Wittgenborn ausgewiesen.
- Kulturwanderweg, Route 1

Der Kulturwanderweg 1 bewegt sich auf zwei unterschiedliche Routen zwischen Wächtersbach und dem auf der Spielberger Platte gelegenen Ortsteil Wittgenborn. Er bewegt sich zwischen etwa 160 und 390 m NHN, bei einer Streckenlänge von 16 Kilometern. Acht Tafeln längs des Weges geben Auskunft über Geologie und Natur ebenso, wie über Kulturdenkmäler und Spuren menschlicher Tätigkeit in der Vergangenheit und bis in die Gegenwart.
- Kulturwanderweg, Route 2

Der Kulturwanderweg 2 verläuft vollständig auf der Spielberger Platte. Er zweigt in Wittgenborn vom Kulturwanderweg 1 ab, geht nach Waldensberg und kommt über Leisenwald wieder zurück zum Ausgangspunkt. Eine Fülle kulturhistorisch bedeutsamer Punkte liegen am 11 km langen Weg, der aber ebenso durch seine Natürlichkeit beeindruckt: Angelteiche, alte Handelsstraße, Backhaus, Kirche, Fürstengräber und Anderes sind zu bestaunen.

## Persönlichkeiten

### Ehrenbürger
- Wilhelm Wagner (* 23. März 1876 in Birklar bei Gießen: † 1949), Berginspektor, Ehrenbürger der Stadt Wächtersbach. Er war von 1907 bis 1920 Betriebsführer der Kohlegrube Winterfreude bei Wittgenborn und von 1945 bis 1947 der Grube Maria bei Waldensberg[39].

### Mit Wittgenborn verbundene Persönlichkeiten

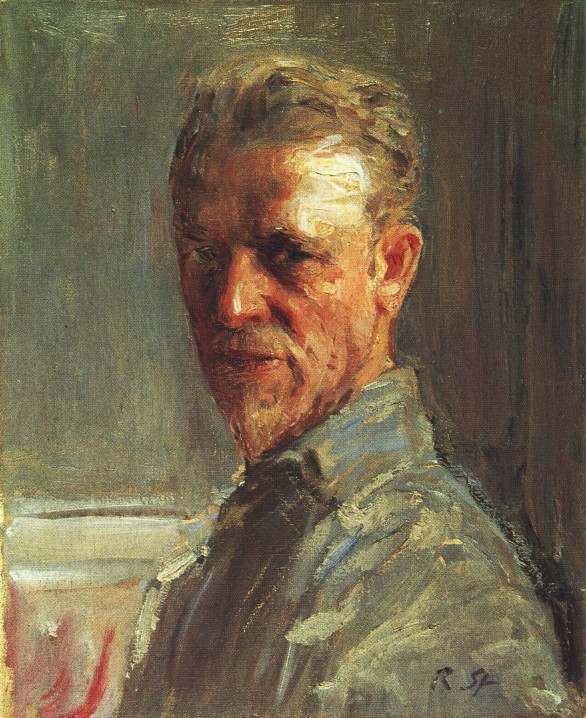
Robert Sterl: Selbstbildnis (1919)

- Robert Sterl, (1867–1932), Maler und Grafiker aus Sachsen, hielt sich zwischen 1892 und 1904 regelmäßig in seinem Atelierhaus in Wittgenborn auf. Dort fertigte und sammelte er Skizzen der Töpfertätigkeit in allen ihren Phasen[40][41][42][43]. Mit der Benennung eines Robert-Sterl-Weges im Ortszentrum setzten die Wittgenborner Sterl, dem Chronisten ihres traditionellen Töpferhandwerks, ein nachhaltiges Denkmal.